# Нью-Терріторі (Техас)
Нью-Терріторі (англ. New Territory) — переписна місцевість (CDP) в США, в окрузі Форт-Бенд штату Техас. Населення — 15 186 осіб (2010).

## Географія
Нью-Терріторі розташований за координатами 29°35′35″ пн. ш. 95°41′21″ зх. д. / 29.59306° пн. ш. 95.68917° зх. д. (29.593056, -95.689117).  За даними Бюро перепису населення США в 2010 році переписна місцевість мала площу 12,38 км², з яких 12,01 км² — суходіл та 0,37 км² — водойми.

## Демографія
Згідно з переписом 2010 року, у переписній місцевості мешкало 15 186 осіб у 4564 домогосподарствах у складі 4069 родин. Густота населення становила 1227 осіб/км².  Було 4666 помешкань (377/км²).
Расовий склад населення:
| - 47,4 % — білих - 40,9 % — азіатів - 6,3 % — чорних або афроамериканців - 0,2 % — корінних американців - 0,1 % — вихідців з тихоокеанських островів - 1,5 % — осіб інших рас |

До двох чи більше рас належало 3,6 %. Частка іспаномовних становила 8,3 % від усіх жителів.
За віковим діапазоном населення розподілялося таким чином: 31,0 % — особи молодші 18 років, 63,3 % — особи у віці 18—64 років, 5,7 % — особи у віці 65 років та старші. Медіана віку мешканця становила 37,4 року. На 100 осіб жіночої статі у переписній місцевості припадало 96,7 чоловіків;  на 100 жінок у віці від 18 років та старших — 93,1 чоловіків також старших 18 років.
Середній дохід на одне домашнє господарство  становив 150 643 долари США (медіана — 131 698), а середній дохід на одну сім'ю — 155 723 долари (медіана — 138 750). Медіана доходів становила 90 833 долари для чоловіків та 62 115 доларів для жінок. За межею бідності перебувало 3,3 % осіб, у тому числі 4,4 % дітей у віці до 18 років та 3,2 % осіб у віці 65 років та старших.
Цивільне працевлаштоване населення становило 7256 осіб. Основні галузі зайнятості: освіта, охорона здоров'я та соціальна допомога — 24,2 %, науковці, спеціалісти, менеджери — 15,9 %, роздрібна торгівля — 12,7 %, сільське господарство, лісництво, риболовля — 10,2 %.